# Llei de reforma fiscal de 1986 (Estats Units d'Amèrica)
La Llei de reforma fiscal de 1986 (Tax Reform Act en anglès) va ser aprovada pel 99è Congrés dels Estats Units i signada pel president Ronald Reagan el 22 d'octubre de 1986.
La Llei de reforma fiscal de 1986 va ser la màxima prioritat nacional del segon mandat del president Reagan. La llei va reduir les taxes federals de l'impost sobre la renda, va disminuir el nombre de trams impositius i va reduir la taxa impositiva màxima del 50 % al 28 %. La llei també va ampliar el crèdit per l'impost sobre la renda del treball, la deducció estàndard i l'exempció personal, que va eliminar aproximadament sis milions de nord-americans amb ingressos més baixos de la base imposable. Per compensar aquestes retallades, la llei va augmentar l'impost mínim alternatiu i va eliminar moltes deduccions fiscals, incloses les deduccions per habitatges de lloguer, comptes de jubilació individuals i amortitzacions.
Tot i que es preveia que la reforma fiscal fos neutral en termes d'ingressos, popularment es va anomenar la segona ronda de retallades fiscals de Reagan (després de la Llei de l'impost sobre la recuperació econòmica de 1981). El projecte de llei va ser aprovat amb el suport majoritari tant a la Cambra de Representants com al Senat, i va rebre els vots de les majories tant entre els republicans del Congrés com els demòcrates, inclòs el president demòcrata de la Cambra Tip O'Neill.